# Frédéric d'Oria-Nicolas
Frédéric d'Oria-Nicolas, né à Paris le 21 mars 1979, est un pianiste classique français.

## Biographie

### Formation
Frédéric d'Oria-Nicolas montre, dès son plus jeune âge, une grande aptitude pour le piano. Il suivra toutefois un cursus scolaire à plein temps jusqu’au baccalauréat, qu'il obtiendra dans la série scientifique.
C’est en 1994 qu’il sera remarqué, lors des masterclasses du Festival International de Colmar, par Tatiana Zelikman ; dès lors, il suivra ses cours, en Italie et en Finlande tout en bénéficiant des conseils d’éminents musiciens tels que Dmitri Bachkirov, Lev Naoumov et Vladimir Tropp. Une carrière internationale s'ensuivra.
S’il joue depuis plusieurs années en deux pianos avec Alexander Kobrin, vainqueur, entre autres, du concours Van Cliburn 2005, il aime également la complicité musicale de Svetlin Roussev, Lyonel Schmit, Laurent Naouri, Eric Levionnois, Gyorgy Kharadze, Maja Bogdanović...

### Sur scène
Frédéric d'Oria-Nicolas a déjà donné plus de 250 concerts à travers 19 pays du globe – notamment à Kuhmo (Finlande), Portogruaro (Italie), Grachten Festival (Pays-Bas), Festival de Saint-Denis, Festival « la Nuit des Musiciens » à Paris, Festival Pablo Casals de Prades, Festival International de Bratislava (Slovaquie), Festival des Nuits Blanches de Saint-Pétersbourg...
Il s'est également produit sur des scènes internationales, entre autres à la salle Gaveau, mais également à la salle Cortot, au Conservatoire Tchaïkovski, à l’Ermitage de Saint-Pétersbourg, à l’Art Center de Hamamatsu au Japon...

### Dans les médias
Par ailleurs, il participe à plusieurs émissions télévisées, aussi bien sur des chaînes françaises (Mezzo, France Télévisions) que russes (Kultura), et intervient dans des émissions de radio tant françaises (France-Musique), qu'étrangères (russes, hollandaises et slovaques).
Parallèlement, Frédéric d'Oria-Nicolas réunit, traduit et annote la correspondance de Sergueï Prokofiev en vue d’une publication pour les Éditions Fayard.

## Prix obtenus
En 1998, il obtient un premier prix au concours Mravinsky de Saint-Pétersbourg et entre dans la classe de Tatiana Zelikman au sein de l’Institut Gnessine de Moscou à l’aide d’une bourse d’études attribuée par Rhône-Poulenc.
En 2000, il remporte le concours de la Fondation Bleustein-Blanchet pour la Vocation et devient lauréat de la promotion Robert Hossein ; il sera parrainé par Liliane Bettencourt. En 2003, il obtient, à terme de ses cinq années d’études à Moscou, le diplôme de l’Institut Gnessine avec mention « excellent ». Il devient lauréat du Mécénat Musical Société Générale et se voit également nommé lauréat 2003 de la Fondation Charles Oulmont. En 2005, c’est l’ADAMI qui le récompense et lui remet le titre de Révélation classique de l’année. Frédéric d'Oria-Nicolas a reçu le prix Jeune artiste 2009 de ResMusica.

## Discographie (sélection)
En 2008, il fonde le label Fondamenta sur lequel il enregistre les disques Schubert/Listz, puis Odyssey (Beethoven, Liszt, Wagner). Il publie également sous ce même label un disque consacré à Domenico Scarlatti comprenant 15 sonates.

## The lost recordings
Il est par ailleurs fondateur du label « The Lost recordings », qui restaure des enregistrements anciens d'artistes renommés dans des salles de concert européennes.
Ces enregistrements sont ensuite publiés en quantités limitées (3000 exemplaires)
.